# Kanton Burie
Der Kanton Burie war bis 2015 ein französischer Wahlkreis im Département Charente-Maritime und in der damaligen Region Poitou-Charentes. Er umfasste zehn Gemeinden im Arrondissement Saintes; sein Hauptort (frz.: chef-lieu) war Burie. Die landesweiten Änderungen in der Zusammensetzung der Kantone brachten im März 2015 seine Auflösung.
Der Kanton Burie war 123,56 km2) groß und hatte 7201 Einwohner (Stand: 2012).

## Gemeinden
| Gemeinde               | Einwohner (Stand: 2022) | Code postal | Code Insee |
| ---------------------- | ----------------------- | ----------- | ---------- |
| Burie                  | 1.337                   | 17770       | 17072      |
| Chérac                 | 1.135                   | 17610       | 17100      |
| Dompierre-sur-Charente | 483                     | 17610       | 17141      |
| Écoyeux                | 1.380                   | 17770       | 17147      |
| Migron                 | 699                     | 17770       | 17235      |
| Saint-Bris-des-Bois    | 388                     | 17770       | 17313      |
| Saint-Césaire          | 894                     | 17770       | 17314      |
| Saint-Sauvant          | 514                     | 17610       | 17395      |
| Le Seure               | 275                     | 17770       | 17426      |
| Villars-les-Bois       | 240                     | 17770       | 17470      |